# Unió Esportiva Extremenya
Maillots
UE Extremenya est un club andorran de football basé à La Massana.

## Historique
- 1998 - fondation du club
- 1999 - 1re participation à la Liga de Primera Divisio

## Palmarès
- Championnat d'Andorre D2 (2)
  - Champion : 2002, 2005

- Coupe d'Andorre
  - Finaliste : 2022